# Javier Aquino
Javier Ignacio Aquino Carmona (Oaxaca de Juárez, 11 de fevereiro de 1990) é um futebolista mexicano que atua como meia. Atualmente, joga pelo Tigres UANL.

## Títulos
México
- Jogos Pan-Americanos: 2011
- Torneio Pré-Olímpico da CONCACAF: 2012
- Torneio Internacional de Toulon: 2012
- Jogos Olímpicos: 2012;

Tigres UANL
- Campeonato Mexicano: 2015 (Apertura), 2016 (Apertura)
- Liga dos Campeões da CONCACAF: 2020
- Campeones Cup: 2023